# Petronije
Publije Petronije Niger (latinski Publius Petronius Niger, rođen 11., umro 66.), poznat i pod imenima Gaj Petronije (Gaius Petronius), Gaj Petronije Arbiter (Gaius Petronius Arbiter) ili Tit Petronije (Titus Petronius), rimski pisac i političar. 

## Život i svjedočanstva
Tacit u »Analima« (knjiga 16, glava 17 i dalje) spominje Tita Petronija Nigera, koji je bio konzul oko 62., a 66., po Neronovoj zapovijedi, izvršio samoubojstvo; ovaj je Petronije, vrlo vjerojatno (iako ne i posve sigurno), identičan autoru »Satirikona«.  Nadimak (cognomen) "Arbitar", koji susrećemo u rukopisima »Satirikona«, možda upućuje na Tacitova Petronija, koji je zbog svog ukusa i sofisticiranosti bio Neronov elegantiae arbiter, "autoritet za eleganciju".

## Djelo
Pod Petronijevim imenom očuvan je dugi pripovjedni fragment u prozi, s dijelovima u stihu, ostatak pripovijesti koja se vjerojatno zvala Satyrica (ili Satirica ili Saturae).  Fragment - 141 poglavlje u modernom kritičkom izdanju - obuhvaća dijelove 14. i 16., te čitavu 15. knjigu (tzv. Cena Trimalchionis, »Trimalhionovu gozbu«).  No, ne znamo koliko je knjiga djelo izvorno imalo (možda 20 ili 24).

### Kratak sadržaj
Pripovijeda, u prvom licu, glavni lik, Enkolpije - on i njegov ljubavnik Giton jedini su koji se pojavljuju u svim epizodama romana.  Enkolpije doživljava niz nesreća, u promjenjivom ritmu: katkad su ispripovijedane sažeto i brzo, ponekad s puno detalja i zastajkivanja.
Na početku Enkolpije, dobro odgojen mladić, susreće učitelja retorike, Agamemnona, i raspravlja s njim o propasti govorništva. Enkolpije putuje s avanturistom Askiltom i zgodnim mladićem Gitonom; oni čine ljubavni trokut.  Pojavljuje se žena po imenu Kvartila, i uključuje ih u obred u čast boga Prijapa (koji simbolizira muški spol, i ima, čini se, važnu ulogu u svim pričama koje Enkolpije pripovijeda, on progoni Enkolpija i Gitona kao što Odiseja progoni Posejdon).  Obredi u čast Prijapa zapravo su povod da tri mladića zadovolje Kvartilinu požudu.
Bježeći od Kvartile, trojka biva pozvana na gozbu u kuću Trimalhiona, nevjerojatno bogatog i nevjerojatno vulgarnog bivšeg roba (tzv. oslobođenika).  Homoseksualno suparništvo Enkolpija i Askilta raste; ljubomorni jedan na drugoga zbog Gitona, dvojica se posvađaju, te Askilt odvede momka.  Enkolpije ulazi u dvoranu sa slikama i ondje susreće pjesnika Eumolpa, koji mu mnogo toga ispripovijedi (ljubavne zgode s učenikom u Pergamu, govor o propasti slikarstva, pjesmu o razaranju Troje koju publika prekine bacanjem kamenja).  
Enkolpije poziva pjesnika na večeru; ondje dolazi do novih skandala, udvaranja Gitonu, fingiranih samoubojstava, tučnjave s kućevlasnikom.  Eumolp, Enkolpije i Giton pomire se i krenu zajedno na putovanje brodom.
Brod pripada Lihu iz Tarenta, Enkolpijevu bivšem prijatelju.  Liho i njegova pratiteljica Trifena sanjaju (istovremeno) da su Enkolpije i Giton (koji su se prerušili) na brodu.  Otkrivaju ih, i slijedi prepirka koja prerasta u fizički okršaj, no sve završava pomirenjem.  Prilikom pomirenja pripovijeda se priča o udovici iz Efeza.  Dolazi, međutim, do oluje i brodoloma, u kojem Liho strada.
Brodolomci se nalaze u blizini Krotona, grada punog "lovaca na nasljedstva" (koji se umiljavaju bogatima da bi ih ovi uključili u svoje oporuke).  Eumolp se predstavlja kao bogataš, a Enkolpije i Giton glume njegove robove.  Na putu u grad pjesnik drži predavanje o povijesnom epu, izvodeći tristotinjak stihova o građanskom ratu.  Prevarantima dobro ide: u "roba" Enkolpija zaljubi se fina gospođa imenom Kirka, no on - zbog Prijapova gnjeva - postaje impotentan, što moraju liječiti razne vještice; napokon ga spašava Merkurije.  U Eumolpa se, međutim, zaljubi druga dobrostojeća dama i učini ga odgojiteljem svoje djece.
Ostale fragmente nije moguće uklopiti u ovaj kontekst; oni su očuvani dijelom iz gramatičkih razloga (kao primjeri posebnosti i nepravilnosti), dijelom kao antologijska mjesta.

### Prijenos teksta
Do nas je Petronijev tekst došao u nekoliko rukopisa, od kojih svaki sadrži drugačiji izbor fragmenata.  Jedna skupina donosi izvatke iz tekstova prije Cena Trimalchionis i nakon nje; druga obuhvaća duže izvatke, ali ne i »Gozbu«; treću skupinu, s potpunim tekstom »Gozbe«, predstavlja jedan jedini rukopis, H u kritičkim izdanjima (danas u Parizu, Bibliotheque Nationale: signatura Parisinus Latinus 7989, olim Traguriensis, saeculi XV).  Četvrtu skupinu čine srednjovjekovne antologije i florilegiji.  Prvo je tiskano izdanje (editio princeps) izašlo u Milanu, 1482; prvo prošireno izdanje (editio Tornaesiana) pojavilo se u Lyonu, 1575; izdanje svih fragmenata koje danas poznajemo pojavilo se 1669.

#### Codex Traguriensis i Marko Marulić
U prijenosu Petronijeva teksta važnu ulogu ima i Hrvatska --- točnije, grad Trogir.  Naime, spomenuti rukopisni kodeks H, koji sadrži cjelovitu Cena Trimalchionis, prepisan je vjerojatno u Firenci, 1423--25. (neki smatraju, za talijanskog humanista Poggija Bracciolinija); taj je kodeks bio nestao, da bi ga oko 1653. u Trogiru Marin Statilić pronašao u knjižnici Nikole Cipika.  Prema trogirskom kodeksu objavljena je Cena Trimalchionis u Padovi, 1664. (potom je kodeks, pod ne posve jasnim okolnostima, dospio u Pariz).
No, trogirski kodeks sadrži i druge tekstove osim Petronijeva. Najprije dolazi poezija: na str. 1-184 Tibulove, Propercijeve i Katulove pjesme te Ovidijeva »Poslanica Sapfe Faonu« (Epistula Saphus ad Phaonem); zatim slijede ulomci »Satirikona«, najprije oni koji su posvjedočeni i u većem broju drugih rukopisa (str. 185-205), a zatim Cena Trimalchionis (str. 206-229). Pri kraju je pak ponovno nekoliko pjesama: Vergilijev »Moretum« (str. 232), »Phoenix« Klaudija Klaudijana, pisca s kraja 4. stoljeća, "posljednjega velikog pjesnika Rima"  (str. 233-37) i kratki sastavak bez imena autora »Ad Leonem ebreum« (str. 249).
Ovaj sadržaj vrijedi navesti zato što je nedavni uvid Bratislava Lučina (Vijenac, ožujak 2005)  Arhivirana inačica izvorne stranice od 10. veljače 2007. (Wayback Machine) pokazao da prepisivač Klaudijanova "Feniks" - koji nije isti kao i prepisivač "Trimalhionove gozbe" - nije nitko drugi već hrvatski pisac Marko Marulić.
Klaudijanov je tekst Marulić ispisao na praznim stranicama koje su prepisivaču Trimalhionove gozbe i Vergilijeve pjesme ostale kao višak na kraju sveska. Marulićev prijepis čini, dakle, s čitavim kodeksom jedan predmet, jednu materijalnu cjelinu.
No nije to nipošto jedini trag Marulićeve ruke na trogirskom rukopisu s Petronijevim djelom. Čitav je kodeks proviđen brojnim marginalnim bilješkama, što su ih potanke paleografske analize pripisale trima različitim pisarima --- od kojih je jedan, opet, Marulić.  On je ispisivao kratke glose uz stihove rimskih ljubavnih elegičara i uz Petronijeve fragmente, ali i unosio mnogobrojne nadopune u tekst Katulovih pjesama. 
Bratislav Lučin zaključuje ovako:
"Trogirski je kodeks Marulićevo vlasništvo. Onaj tko strpljivo upisuje rubne opaske, studira varijante, unosi objašnjenja i nadopune, nadopisuje na prazne stranice tekst autora do kojeg mu je očito osobito stalo (a da je Klaudijan takav, pokazat ću na drugom mjestu) - onaj tko tako postupa nipošto nije slučajan, usputan korisnik kodeksa, nego njegov pravi, trajni posjednik."